# Acte d'uniformité (1662)
Pour les articles homonymes, voir Act of Uniformity et Acte d'uniformité.
L'Act of Uniformity de 1662 (Acte d'Uniformité en français) est une loi votée par le Parlement de l'Angleterre sous le règne de Charles II. 
L'acte requérait de tous la pratique des rites et des cérémonies prévues par l'Église d'Angleterre. Il instaurait par ailleurs l'ordination épiscopale pour tous les ministres du culte. Ces conditions draconiennes entraînèrent l'éviction de près de deux mille ecclésiastiques non-conformistes hors de l’Église établie.
Le Test Act et le Corporation Act, qui restèrent en vigueur jusqu'en 1828, excluaient par ailleurs les croyants anticonformistes des emplois publics, civils ou militaires. Ils empêchaient également d'obtenir des diplômes auprès des universités de Cambridge et d'Oxford.
L'Act of Uniformity prescrivait des formes requises pour les prières publiques, l'administration des sacrements ainsi que d'autres rites. Ses dispositions furent modifiées par un amendement en 1872.